# استان رفح
استان رفح (به عربی: محافظة رفح)، یکی از ۱۶ استان فلسطین در نوار غزه است که توسط دولت فلسطین اداره می‌شود.
مرکز این استان، شهر رفح است.

## وضعیت رفح در دهه‌های اخیر
تاریخ اطلاعات: ۱۷ اردیبهشت ۱۴۰۳
ارتش اسرائیل در طول جنگ شش روزه سال ۱۹۶۷ بر رفح مسلط شد تا با حملات ارتش مصر از طریق صحرای سینا مقابله کند، اما از سال ۱۹۷۱ با این تصور که بازسازی رفح منجر به کاهش تنش‌های امنیتی و کسب محبوبیت در میان ساکنان فلسطینی این شهر خواهد شد، اقدام به ساخت محله‌های جدید در این منطقه کرد.
نخستین اردوگاه فلسطینیان در رفح در سال ۱۹۴۹ میلادی برپا شده بود اما اسرائیل از اوایل دهه هفتاد قرن بیستم، محله‌های جدیدی مانند «محله برزیل» در جنوب و «محله تل‌السطان» در شمال این شهر بنا کرد تا پناهندگان فلسطینی در منطقه را ساماندهی کند. همزمان شمار زیادی از ساکنان رفح می‌توانستند برای کار روزانه وارد شهرک‌های اسرائیلی شوند. این مراودات تا پیش از حمله روز ۱۵ مهر حماس به اسرائیل همچنان ادامه داشت.
در سال ۱۹۸۲ زمانی که اسرائیل بر اساس پیمان صلح با مصر از صحرای سینا عقب‌نشینی کرد، رفح به دو بخش غزاتی و مصری تقسیم شد. در نتیجه، بخشی از طوایف در بخش مصری ساکن شدند و بخشی دیگر در میان موانع و سیم‌های خاردار در جنوب غزه محصور ماندند.
پس از انعقاد پیمان‌های سیاسی بین دولت وقت اسرائیل با سازمان آزادی‌بخش فلسطین در سال ۱۹۹۳ که به برپایی تشکیلات خودگردان فلسطینی منجر شد، اسرائیل تمام نوار غزه غیر از شهرک‌های یهودی‌نشین این باریکه را در اختیار یاسر عرفات، رهبر وقت «ساف» و جنبش «فتح»، گذاشت.
عرفات که امیدوار بود پنج سال پس از برپایی تشکیلات خودگردان، کشور مستقل فلسطینی تشکیل شود، خود با ورود به غزه، اسرائیل را راضی کرد تا با ساخت یک فرودگاه در حومه جنوبی رفح موافقت کند. اما این فرودگاه تنها در سال‌های ۱۹۹۸ تا ۲۰۰۱ فعال بود و با تشدید انتفاضه الاقصی که اسرائیل شاخه نظامی جنبش فتح را در آن مقصر می‌دانست، توسط ارتش این کشور ویران شد. در تابستان سال ۲۰۰۵، آریل شارون، نخست‌وزیر وقت اسرائیل، به‌رغم کشمکش‌های شدید سیاسی در داخل کشور، ده‌ها هزار اسرائیلی را که در ۳۸ شهرک یهودی‌نشین در غزه از جمله در نزدیکی سواحل مدیترانه این باریکه برپا شده بود، به داخل کشور برگرداند و شهرک‌ها را برچید.

## شهرها
- رفح (مرکز استان)
- المواسی
- شوکت الصوفی